# جوزيف ديغل
جوزيف ديغل هو سياسي كندي، ولد في 7 يونيو 1831 في Saint-Ours, Quebec ‏ في كندا، وتوفي في 12 مارس 1908 في مونتريال في كندا. نشط حزبياً في حزب كيبيك الليبرالي. وقد انتخب عضو الجمعية الوطنية في كيبك ‏.